# スピードリミッター
スピードリミッター (Speed limiter) は、原動機（エンジンやモーターなど）の運転最高速度を制限あるいは制御する装置である。何らかの方法で速度を検出し、設定された速度以上になると原動機の出力を低下させることで速度の上昇を防止する。自動車などの原動機を有する車両だけでなく、高速に動作する機械において事故防止の目的で備えられる。

## 鉄道車両
路線ごとまたは車両ごとに定められている最高速度を超えないようにスピードリミッターを取り付けることがある。

### 事例
- 高松琴平電気鉄道では18 m車体の冷房車に路線ごとの最高速度を超えないようにスピードリミッターを取り付けている。琴平線用車両は80 km/h, 長尾線用は65 km/hで作動する。
- 東京地下鉄（東京メトロ）では半蔵門線用の8000系に100 km/hで作動するスピードリミッターを設置している。
- 名古屋鉄道では営業最高速度が110 km/hである車両のうち、設計最高速度がそれを上回る5700系・5300系に設置されている（2010年現在）。名鉄ではOSR（オーバースピードリレー）と呼んでおり、力行中110 km/hに達すると断流器から強制的にノッチオフとなる方式である。
- JR東海313系電車など定速運転機能を備えた電車の多くは、最大ノッチに投入して「定速」スイッチを押すと営業最高速度（313系の場合120 km/h）で自動的に定速運転となる方式であり、スピードリミッターの1形態と捉えることができる。
- 西日本鉄道では最高速度が65km/hに制限されている甘木線に乗り入れる7000形・7050形にスピードリミッターを取り付けている。取り付けていない車両の同線乗り入れは禁止されている。

## 電動アシスト自転車
日本における電動アシスト自転車では、補助力の比が走行速度時速10km/h未満では最大で1：2であり、時速10km/h以上時速24km/h未満では走行速度が上昇するほど電動機での補助を低くし、時速24 km/h以上では電動機の補助を行わない方式になっている。

## 原動機付自転車
日本の原動機付自転車（第一種、50 cc以下）においては、製造メーカーの自主規制により60 km/hでスピードリミッターが作動する。ただし、1980年代前半の頃までは90 km/hまで出せる車種もあった。
1980年代では点火プラグの制御で対応する方式が主流であったが、減速比の設定で機械的に最高速度を制限する方式が採用されることもあった。2000年ころより電子制御燃料噴射を採用する原動機付自転車が登場し、自動車用ガソリンエンジン同様の制御が可能になった。

### 特定原動機付自転車
2023年（令和5年）7月1日改正施行予定の特定小型原動機付自転車（電動キックボード等を想定。以下「特定原付」）のスピードリミッターついては、電動式に限られ（要件）、走行モードに応じて動作するよう求められている。
走行モードは、車両の最高速度（20km/h以下）、あるいは歩道等走行のための6km/hモードの2種類があり、それぞれの設定速度を超えた場合にモーター出力を100%カットする、カットオフモードで足りる。なお、走行モードの切替は、走行中に切り替える事ができないものでなければならない。
ただし、実車を平坦アスファルト面で、フルスロットルで試験加速させた場合に20km/hを超えてはならないため、急加速の場合の別条件カットオフや、20km/hに近接した場合に出力を線形低減カットするなどの対策が必要となろう。

## 自動車
エンジンに燃料を送るポンプに対して電気的または電子的な制限を加え、燃料噴射を抑制する方法が一般的である。自動車のディーゼルエンジンでは燃料の噴射タイミングまたは噴射量で対応する。自動車のガソリンエンジンでは1980年代に普及し始めた電子制御燃料噴射装置を用いたエンジンでは車速センサーで速度を検出し、燃料の噴射を停止することで対応することが多かったが、希薄燃焼によるエンジン損傷を防止するために1990年代には点火も同時に停止する方式が主流になった。これらの方式では特別な装置を必要としない。点火時期の遅延や点火の停止を用いる方式では、キャブレターや機械式燃料噴射装置を用いたエンジンでもスピードリミッターを備えることが可能になる。

### 設定速度
日本で製造販売されている自動車車両には、安全の観点から法律や業界自主規制により、スピードリミッターが設定されており、設定された速度に達した場合は、指定速度以下となるまで、エンジン出力を抑えるようになっている。なお、必ずしも指定速度まで出せるとは限らず、車種によっては若干個体差がある。
以下の表は、主な自動車の種別とスピードリミッターの設定速度や、その根拠を対比したものである。
| 種別                               | 種別                                           | 種別                                           | 規制速度               | 規制の根拠     | スピードメーター | 補足 |
| 四輪                               | 日本製                                         | 小型自動車 普通自動車                          | 180 km/h               | 自主規制       | 180 km/hまでが多いがホットハッチなど同一車種でスポーティーグレードのみ240 km/h等リミッター以上を表示する例もあり、排気量が少ない場合やタイヤの最高速度に制限される場合は140 km/hや160km/h、70 km/hも存在する。 | 240 km/hの例としては三菱・コルトRALLIART Version-R（MT車のみ）やスズキ・スイフトスポーツなど。 レクサス・LS やレクサス・IS Fは300 km/hまで表示され、レクサス・IS Fは、車両位置がサーキットモード利用可能エリアであることをGPS測位で認識してドライバーがサーキットモードを選択すると、リミッター作動速度が通常時の180 km/hから270 km/hへ変更される。 日産・GT-Rは340 km/hまで表示され鈴鹿サーキットや筑波サーキットなど特定のクローズドコースに限り、またホンダ・NSXは一般道でもリミッターの解除が可能である。 |
| 四輪                               | 日本製                                         | 軽自動車                                       | 140 km/h               | 自主規制       | 140 km/hまでが多い | 1980年代頃の軽自動車は120 km/hのものがあった。なお、スズキ・エブリイなどの軽商用車のノンターボ車では、速度計の表示は120 km/hまでであることが多いが、装着するタイヤのスピードレンジと車両自体の動力性能の問題から120 km/h以上の速度を出すことは困難である。 |
| 四輪                               | 一部の輸入車（欧州車）                         | 一部の輸入車（欧州車）                         | 210 km/hまたは250 km/h | 自主規制       | 260 km/hまでが多い | スポーツカーなどでは275 km/hに設定されているのも多い。 |
| 二輪                               | 125 cc超の国産自動二輪車                       | 125 cc超の国産自動二輪車                       | 180 km/h               | 自主規制       | 180 km/hまでが多い | 大型自動二輪車でホンダ・CB1300スーパーフォアや、ヤマハ・XJR1300は260 km/h, スズキ・隼（国内仕様）は280 km/hなどフルスケールメーターを備える車型も増えている。2018年から速度リミッターは撤廃された。 |
| 二輪                               | 日本に逆輸入される国産自動二輪車及び輸入二輪車 | 日本に逆輸入される国産自動二輪車及び輸入二輪車 | 300 km/h               | 自主規制       | 目盛りが300 km/h, 数字の表示280 km/hまで | 2001年欧州共通自主規制により300 km/hに規制された |
| 大型トラック                       | 大型トラック                                   | 大型トラック                                   | 90 km/h                | 道路運送車両法 | 140 km/hまでが多い | スピードリミッター（速度抑制装置）の装着が2003年9月に義務付けられた（道路運送車両の保安基準 第8条4項及び5項）。リミッター装着車の後部及びメーターパネルには装着済ステッカーの貼付が義務付けられている。 |
| 大型トレーラーのうち特に大型のもの | 大型トレーラーのうち特に大型のもの             | 大型トレーラーのうち特に大型のもの             | 60 km/h                | 道路運送車両法 | 140 km/hまでが多い | 「連結車両の走行性能について」(昭和46年11月１日自車第651号)中第３項の規定、及び道路運送車両の保安基準の細目を定める告示別添96（連結車両の走行性能の技術基準）2.3の適用により連結車両総重量を算定したトラクタ。所謂NR装置。適用される車型は被牽引車が総重量50tを超えるセミトレーラーとポールトレーラーに限る。 |
| 大型バス                           | 大型バス                                       | 大型バス                                       | 90 km/h                | 自主規制       | 90 km/hまたは140 km/hまでが多い | バス事業者によっては、安全運行を実現するための自主的な取り組みの一環として、スピードリミッターを装着して、最高速度を90 km/hに制限している場合がある。 また、高速道路や有料道路を走行する路線バスなどにおいては60km/h以上で速度計に内蔵された警告灯が点灯するようになっている場合がある。 |
| 観光バス                           | 観光バス                                       | 観光バス                                       | 115 km/h               | 自主規制       | 120 km/hまたは140 km/hまでが多い | 法定最高速度は100kmである。また、例えば三菱ふそうに関しては115キロでリミッターが作動する。 |
| 大型特殊自動車                     | 大型特殊自動車                                 | 大型特殊自動車                                 | 49 km/h                | 道路運送車両法 | 40 km/hまたは70 km/hまでが多い | 保安基準の緩和における一括緩和に際し、予め制限を付与するためのもの。なお実際に装着される車両はホイルクレーンが多く、ホイールローダーなどは機体自体の性能上最高速度が35km/h未満となるように設計されている。 |
| 小型特殊自動車                     | 小型特殊自動車                                 | 小型特殊自動車                                 | 15 km/h                | 道路運送車両法 | 15km/hまでが多い。 保安基準第46条の規定により省略する場合もある。 | 道路運送車両法における特殊自動車の区分による。なお、農耕用小型特殊車においては保安基準第46条によりタコメーターを速度計の代替として使用する事が認められている。 また、農耕用トラクターは道交法上最高速度が35km/h未満であれば小型特殊車の取扱いとなる。 |

### 大型車などにおけるスピードリミッター
大型車においては車両の用途種別により設定速度が異なる。
- 2003年8月31日以前に製作された大型貨物車においては、高速道路のない離島に使用の本拠を置く[2]など、高速道路を走行する必然性が薄い場合、または経年車でありスピードリミッター(速度抑制装置)を取り付けていない場合、
トランスミッションの最高速ギアが直結 (1:1) 段などで、尚且つ最高速を100km/h未満になるよう機械式に制限し、車両前面や後面及び運転席に「○○島内専用車」だとか「高速道路不走行車」といった表示が義務付けられる。また同時に運行に供する範囲の制限がある旨が自動車検査証の備考欄に記載される。
後面においては保安基準の緩和を示す“▽”状の緩和標章の表示(制限を受けた自動車の標識)の装着が義務付けられている。
- 客席にシートベルトが装備されていない路線バス車両が高速道路を走行する際には、車両前面や後面及び運転席に「速度60キロ制限車」の表示、後面に制限を受けた自動車の標識の表示義務がある。
- 一括緩和により最高速度が49 km/h以下に制限されている大型特殊自動車においては、自動車検査証へ高速道路の走行が不可能である旨が記載されている。
- 牽引自動車のうちトレーラ側が総重量50tを超えるセミトレーラー及びポールトレーラーにおいては牽引車へNR装置を取付け、最高速度を60km/h以下に制限する取扱いを行う[3]。また、別添96の技術基準2.3.を適用して連結車両総重量を算定した牽引自動車にあってはその前面及び両側面に特定の様式による標識を見やすいように表示する。
なお、NR装置付の大型貨物車においては90km/hで作動する速度抑制装置は適用除外であった[4]が、2024年(令和6年)10月より速度抑制装置を併せ備えた車両の空車時に限り運行速度を60km/hを超え90km/h以下にする取扱いが可能となった[5]。なお、この際の制限として別添96の技術基準2.3.を適用して連結車両総重量を算定した牽引自動車にあってその前面及び両側面に特定の様式による標識の付近に制限車と同程度の大きさの文字により積載時に限るの追加表示を行うことと定められた[6]。

### 世界の状況
アメリカ合衆国では、第一次オイルショック後の一時期、85 mphでのスピードリミッター装着の規制があった。当時のコルベットや二輪車でも、ハーレーダビッドソンなどで85 mphまでのメーターと、アメリカ合衆国の高速道路での制限速度である55 mphを指す表示があるものがある。現在ではこの規制はない。
ヨーロッパでは乗用車は250 km/h, スポーツカーは275 km/hに設定されているものが多い。チューニングメーカーや少数生産メーカーによって生産・製造されたものはその限りでなく、300 km/h以上出るものもある。かつてはハイスピードツアラーと呼ばれる大型自動二輪車の競合企業間における最高速度競争が熾烈になっていた時期があり、2000年代初頭に300 km/hのスピードリミッターが追加された。
ドイツのメルセデス・ベンツ、BMW、アウディの3社は、製造する自動車に250 km/hで作動するスピードリミッターを搭載する紳士協定を結んでいる。性能を公表する際も、最高速度は「250 km/h」と表記する。またボルボは、2020年以降に製造する自動車の最高速度を180 km/hに制限する方針である。
フランスのニコラ・サルコジ大統領は、乗用車に対して130 km/h以上出せないようにするスピードリミッターの装着を、近隣諸国の企業にも義務付けていく方針を示したが、メーカーから反発を受けたことから、導入は見送られた。
イタリアでは1970年代、21歳以下と65歳以上は最高速度180 km/hを超える車に乗れないという法律があった。2011年2月9日から免許取得後1年は55 kWを超える自動車を運転できなくなる。

### 競技用車両
競技用車両においては、危険回避の目的でスピードリミッターが装着されるものもある。大体の競技では人の往来があるピットロード区間で使用される。競技によって制限速度は違うが、大体60 km/h程度と定められていることがほとんどである。リミッターは自動ではなく、スピードリミッターを効かせるスイッチをドライバーまたはライダーが押すことでリミッターが有効になる。なお、制限速度はルールで定められているためこれを超えてしまった場合はペナルティを課せられてしまう。
またフォーミュラ・トラックやETRCなどのトラックによるレースでは、車体の重量や巨大さからクラッシュ時の安全性やサーキットへのダメージを抑えるため160km/hのリミッターがかけられている。

### 可変リミッター
自動車の一部の車種に装備されているもので、スタッドレスタイヤの装着時や、他人に車両を貸した場合などを想定して、制限速度を変更できる機能である。レクサス・IS Fでは、HDDカーナビゲーションのGPSによる位置確認機能を用いて、車両がサーキットモード利用可能エリアに入りドライバーがサーキットモードを選択することによって、速度リミッターの作動速度を変更（180 km/h→270 km/h)できる。ボルボは、前述の180 km/hの制限に加えて、経験の浅いドライバーに車を貸す場合などに車両の所有者がさらに低い最高速度を設定できる機能を導入している。
大型車においては、速度抑制装置の義務化及び全車速車間クルーズコントロール等の電子制御の拡充により採用が増えている。

## リミッターカット
スピードリミッターによる速度制限を無効にする行為で、サーキット走行を行う場合などに行われる。大型貨物自動車でのリミッターは、道路運送車両法で装着が義務付けられているため、これを取り外すのは違法行為であるが、その他の乗り物のスピードリミッターについては、あくまで業界の自主規制という建前のため、リミッターカットそのものは違法行為ではない。
リミッターカットの手法は車種によってばらばらであるが、ECUのコンピュータプログラムを書き換えてリミッターの作動速度を変更する方法、アフターマーケットパーツのリミッター解除装置で偽の速度信号（主に179 km/h以下）を出力して制御装置に速度制限に達していないと認識させる改造を行う方法、その他機械的・電気的改造である。
今日の高度に電子制御されている自動車については、速度信号以外にも、選択中の変速段やエンジン回転数など複数の信号を統合監視しているため、車速信号だけに手を加えてもスピードリミッターを無効にすることは不可能となっている（5速5,000 rpmで180 km/hに達する車の場合、180 km/hの信号がなくても5速5,000 rpmでレブリミッターを作動させるなど）。
日産・GT-R (R35型)では、純正搭載されたカーナビゲーションシステムとスピードリミッター機能とをリンクさせ、日産自動車のプログラムした特定のサーキット以外で、スピードリミッターを解除した場合に記録が残るようになっており、メンテナンスの際に発覚した場合は、メーカーサイドでのサポートを拒否される。